# الورق كوري التقليدي
الورق الكوري التقليدي (بالكورية: 한지)، هو نوع من الورق المصنوع يدويًا وفق الطرق التقليدية في كوريا.   يُصنع الورق الكوري التقليدي من اللحاء الداخلي لشجرة التوت، وهي شجرة موطنها الأصلي كوريا وتنمو جيدًا على منحدراتها الجبلية الصخرية. من المواد الأساسية الأخرى المستخدمة في صناعة الورق الكوري التقليدي هو الهلام النباتي المستخرج من جذور نبات خشخاش الماء. تساعد هذه المادة في تعليق الألياف الدقيقة في الماء.
الورق الكوري التقليدي يُصنع في صفائح مُلصقة باستخدام طريقة "الوي بال" (وهي تقنية تشكيل للصفائح)، التي تسمح بتوجيه الألياف في عدة اتجاهات. كما تتضمن عملية صناعة الورق التقليدي طريقة "الدوشيم" التي تعتمد على دق الصفائح النهائية لضغط الألياف وتقليل تسرّب الحبر.    

## تاريخ

### ما قبل التاريخ الميلادي
صناعة الورق وصلت إلى كوريا بعد فترة قصيرة من نشأتها في الصين. يُعتقد أن بداياتها في كوريا كانت بين القرن الثالث ونهاية القرن السادس الميلادي. في البداية، كان الورق يُصنع بشكل بدائي من بقايا نباتات كنبات القنب.  في عام 1931، تم العثور على قطعة من الورق الكوري التقليدي في موقع حفريات أثرية في مقبرة من حقبة ليلانج (108 قبل الميلاد - 313 ميلاديًا). 
خلال حقبة الممالك الثلاث (57 قبل الميلاد – 668 ميلادي)، استخدمت كل مملكة الورق لتوثيق تاريخها الرسمي. في عام 610، تمكن الراهب البوذي دامجينغ، الذي أرسلته غوغوريو إلى اليابان، من نقل طريقة صنع الورق والحبر الى هناك.
بلغ العصر الذهبي للورق الكوري التقليدي ذروته في حقبة غوريو (918م – 1392م)، حيث شهدت جودة واستخدام الورق الكوري ازديادًا ملحوظًا بالتزامن مع تطور الطباعة. استُخدم الورق في صنع النقود، والنصوص الدينية البوذية، والكتب الطبية والتاريخية. شجعت الحكومة على زراعة شجرة الداك وإنتاج الورق، وزُرعت هذه الشجرة في جميع أنحاء المملكة في القرن الثاني عشر.
تشتهر حقبة غوريو بمعلمَين رئيسيين في تاريخ الطباعة وصناعة الورق في كوريا. الأول هو نحت التريبيتا كورينا على أكثر من 80,000 لوح خشبي، خالية من الأخطاء ولا تزال محفوظة في مكانها الأصلي في معبد هاينسا، وهو معبد بوذي في مقاطعة جيونغسانغ الجنوبية. نُقشت هذه الألواح مرتين، بعد تدميرها خلال غزوات المغول عام 1232، واكتملت النسخة النهائية في عام 1251. الإنجاز الثاني هو طباعة كتاب جيكجي عام 1377، وهو دليل لطلاب البوذية، وأقدم كتاب محفوظ في العالم تم طباعته باستخدام نوع معدني متحرك. طُبع الكتاب على الورق الكوري التقليدي، ويُحفظ اليوم في المكتبة الوطنية بفرنسا، ويُظهر دليلاً على استخدام الطباعة المعدنية المتحركة قبل زمن جوتنبرغ.

## عملية التصنيع

### المواد الأساسية
المادّتان الرئيسيتان المستخدمتان في صناعة الورق الكوري التقليدي هما شجرة التوت وشجرة الخبازى الصفراء.

### الخطوات التصنيعية
كان الكوريون القدماء يبدؤون عادةً بصناعة الورق الكوري التقليدي في فصل الشتاء، إذ إن المُخاط المُستخلص من شجرة الخبازى الصفراء كان يتخمّر بسهولة بفعل حرارة الصيف.
تختلف عملية صناعة الورق الكوري التقليدي باختلاف المكونات التي يختارها الصنّاع، وبحسب أساليب تشكيل الصفائح التي يعتمدونها لإنتاج نسخة الورق النهائي. غير أنّ الطريقة التقليدية والأساسية تتبع ثماني خطوات رئيسة:
1. جمع الموارد: يبدأ صانعو الورق بجمع لحاء شجر التوت النظيف والمتين.
2. التقشير والتجفيف: يُقشّر اللحاء ويُجفف، ثم يُنقع في ماء جارٍ لمدة لا تقل عن 10 ساعات، لتسهيل إزالة الطبقة الخارجية للمستخلص النهائي الناتج من اللحاء.
3. الغلي: يتم حرق سيقان الفاصوليا أو الحنطة السوداء، ثم وضع رمادها في الماء المغلي لمدة 4 - 5 ساعات. يُستخدم هذا الماء الغلي لغلي المستخلص.
4. الغسل: يُغسل المستخلص جيدًا لإزالة البقايا غير المرغوب بها العالقة به.
5. الدق: يُوضع المستخلص المُقشر والمغسول على لوح حجري مسطح ويُدقّ لمدة ساعة تقريبًا.
6. إضافة المادّة اللزجة: تُضاف مادّة لزجة تُستخرج من نبات الخبازى الصفراء إلى المستخلص. تعمل هذه المادّة على تثبيت تماسك المستخلص دون الحاجة إلى أي مواد كيميائية ضارة، مما يمنح الورق تماسكًا طويل الأمد.
7. تشكيل الصفائح الورقية: يصبّ المستخلص على إطار من الخيزران، مع إضافة المزيد من مادة الخبازى الصفراء اللزجة أثناء التحريك باستخدام عصا خشبية طويلة. يتم تسوية السطح وجعله متجانسًا، وهي المرحلة التي تُظهر براعة الحرفي وخبرته، إذ تحدد مهارته في هذه الخطوة سمك الورقة ونعومتها وجودتها العامة.
8. تجفيف الورق: بعد الانتهاء من تشكيل ورقة واحدة، تُوضع هذه الورقة بين أحجار ثقيلة لتُضغَط، ثم تُجفف في غرفة دافئة. يُتجنّب تجفيف الورق بالقرب من النار مباشرة، لأن التجفيف التدريجي في حرارة معتدلة يُكسب الورق صلابة ومتانة عالية.

## الأنواع
الورق الكوري التقليدي له نحو 200 نوع، لكل نوع اسم خاص بحسب المادة المصنوع منها، وطريقة الإنتاج، والاستخدام، واللون، والحجم، والسماكة، وكذلك الموقع الجغرافي. هذا تعداد لبعض الأنواع:  
| الاسم      | بالكورية | بالهانجا | الوصف |
| ---------- | -------- | -------- | --- |
| غانجي      | 간지     | 簡紙     | ورق ملفوف يستخدم لكتابة الرسائل. |
| جوانجيوجي  | 관교지   | 官敎紙   | تستخدمها الحكومة لإصدار الأوامر. |
| جانجبانجي  | 장판지   | 版紙     | يستخدم لتغطية الأرضيات. |
| تشانغبانجي | 창호지   | 窓戶紙   | يستخدم لتغطية الأبواب. |
| دوبايجي    | 도배지   | 塗褙紙   | تستخدم كخلفية. |
| بيوجي      | 표지     | 表紙     | يستخدم كغلاف للكتب. |
| أونهواجي   | 운화지   | 雲花紙   | الورق ذو اللون الأبيض، ويُسمى أيضًا سيولهواجي (설화지؛ 雪花紙) بسبب لونه الشبيه بالثلج.                                                                        |
| جوكتشونغجي | 죽청지   | 竹靑紙   | ورق رقيق أبيض اللون. |
| هوانغجي    | 황지黃紙 | 黃紙     | ورق باللون الأصفر. |
| هوانجي     | 환지     | 還紙     | ورق معاد تدويره من ورق قديم أو مهمل، وعادة ما تكون هذه الأوراق من أوراق اختبار أولئك الذين فشلوا في امتحانات الخدمة المدنية، أو من السجلات الرسمية المسروقة. |
| دايهوجي    | 대호지   | 大好紙   | ورق واسع وطويل. |
| سوهوجي     | 소호지   | 小好紙   | ورق ضيق وقصير. |

## معرض الصور

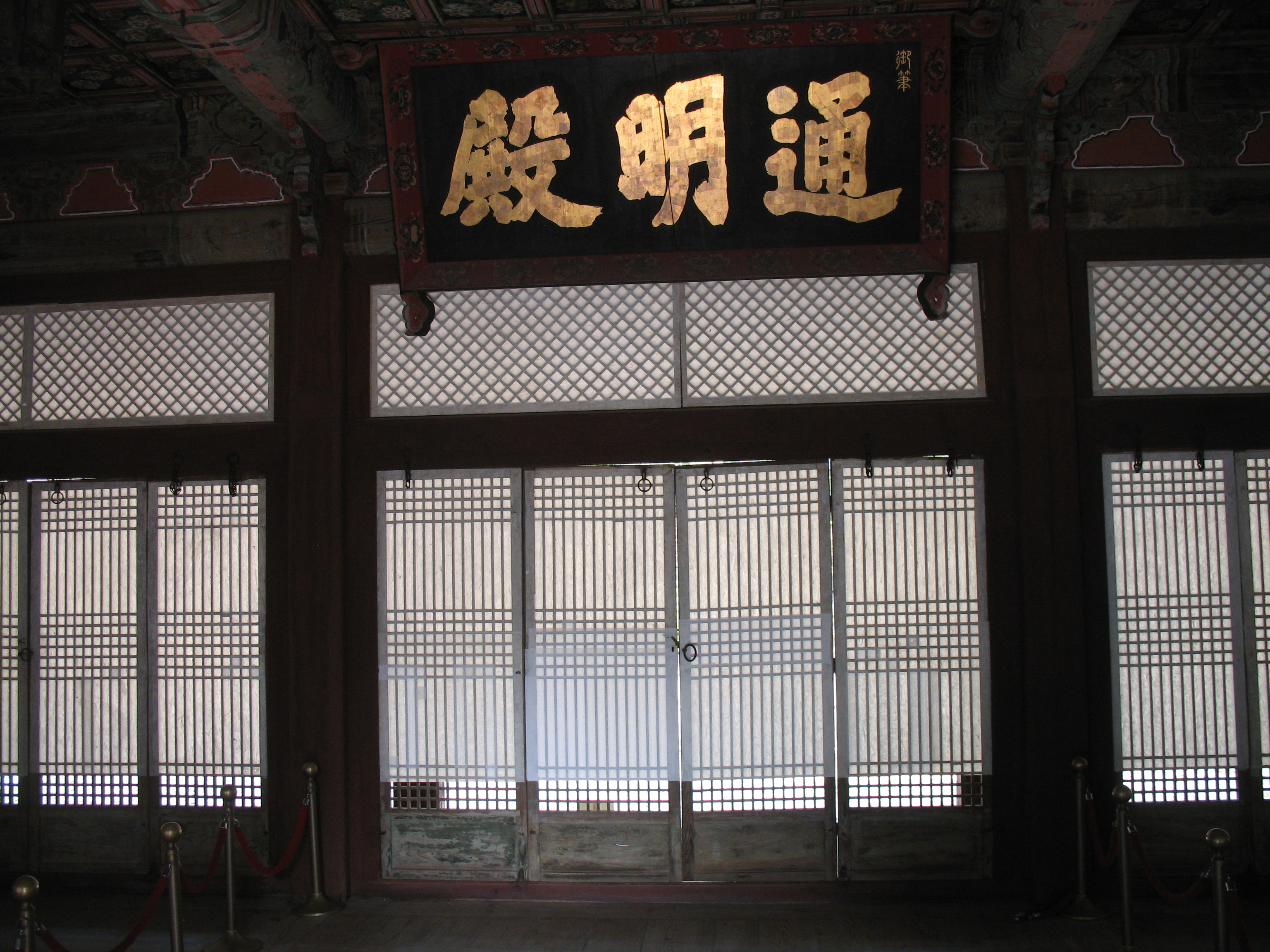
ورق كوري تقليدي على أحد الأبواب.
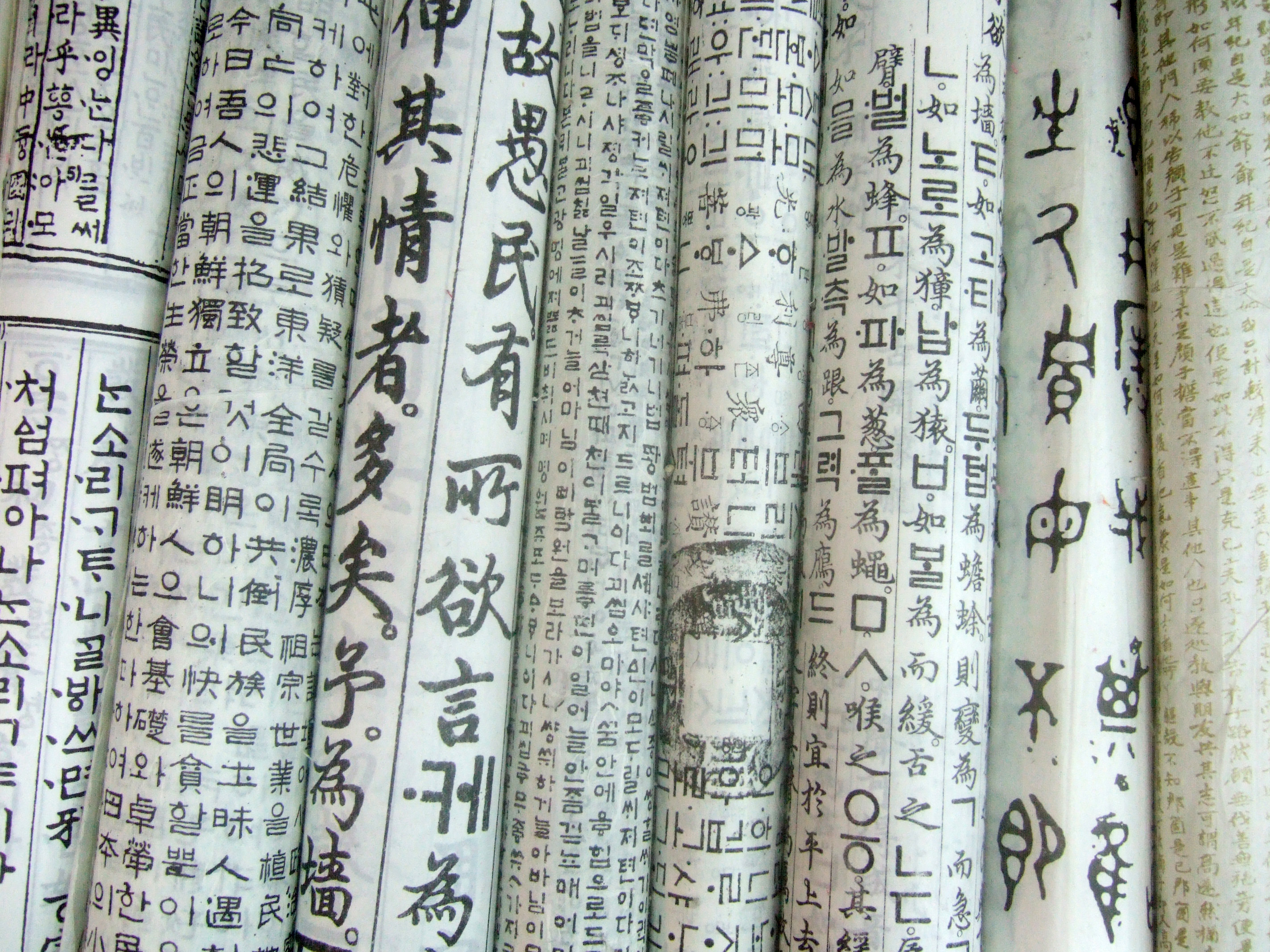
كتابة باللغة الكورية على ورق كوري تقليدي.
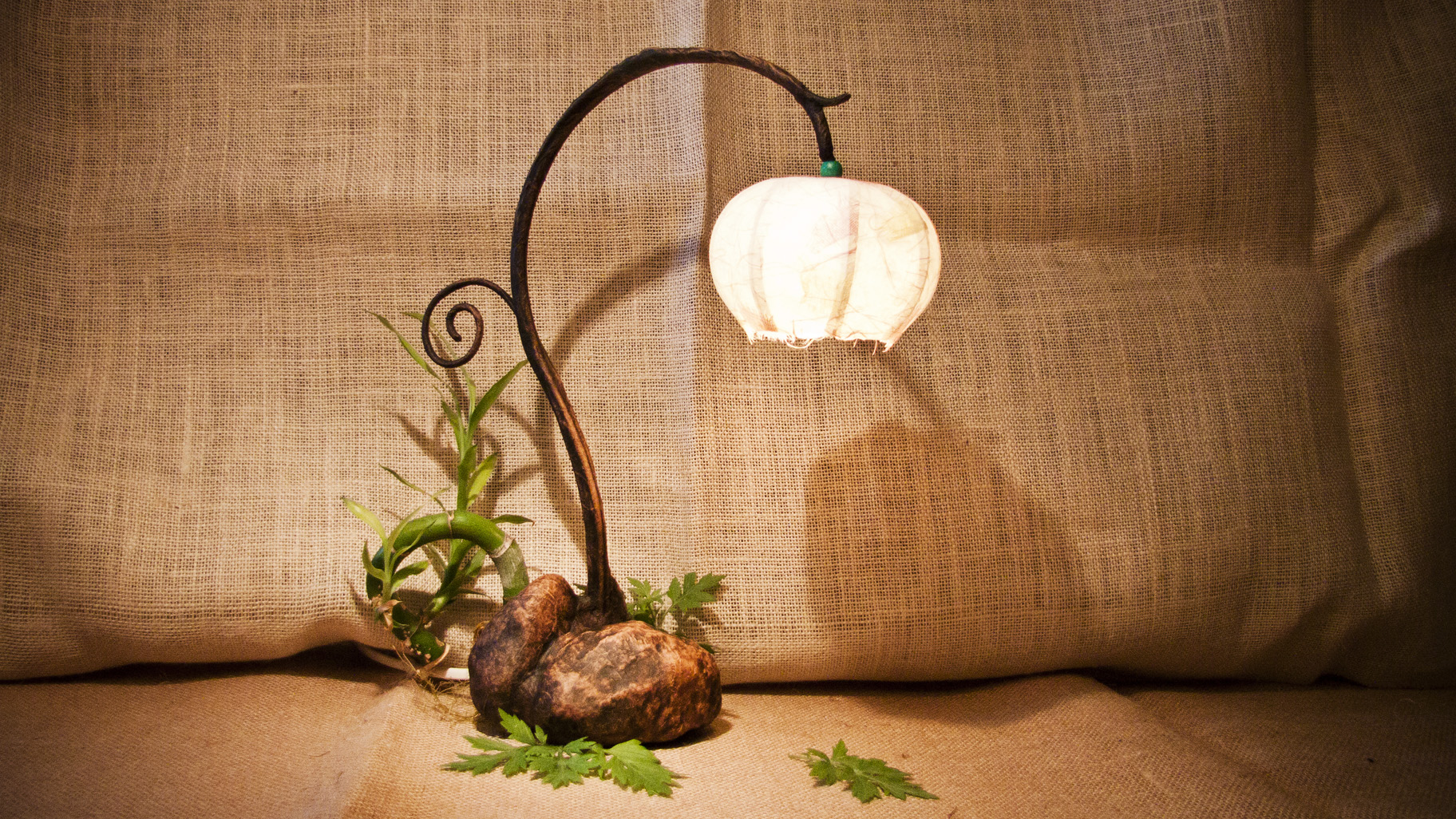
مصباح الحديث مصنوع غلافه الخارجي من ورق كوري نقليدي.